# والتر رودريغيز (لاعب كرة قدم)
والتر رودريغيز (بالإسبانية: Walter Rodríguez) (7 أكتوبر 1995 بلوكي في باراغواي - ) هو مدرب كرة قدم ولاعب كرة قدم باراغواياني في مركز الوسط. لعب مع سبورتيفو لوكوينو ونادي بارما.

## وصلات خارجية
- والتر رودريغيز على موقع قاعدة بيانات كرة القدم.إي يو (الإنجليزية)
- والتر رودريغيز على موقع Soccerway.com (الإنجليزية)